# Jaqueline Goes de Jesus

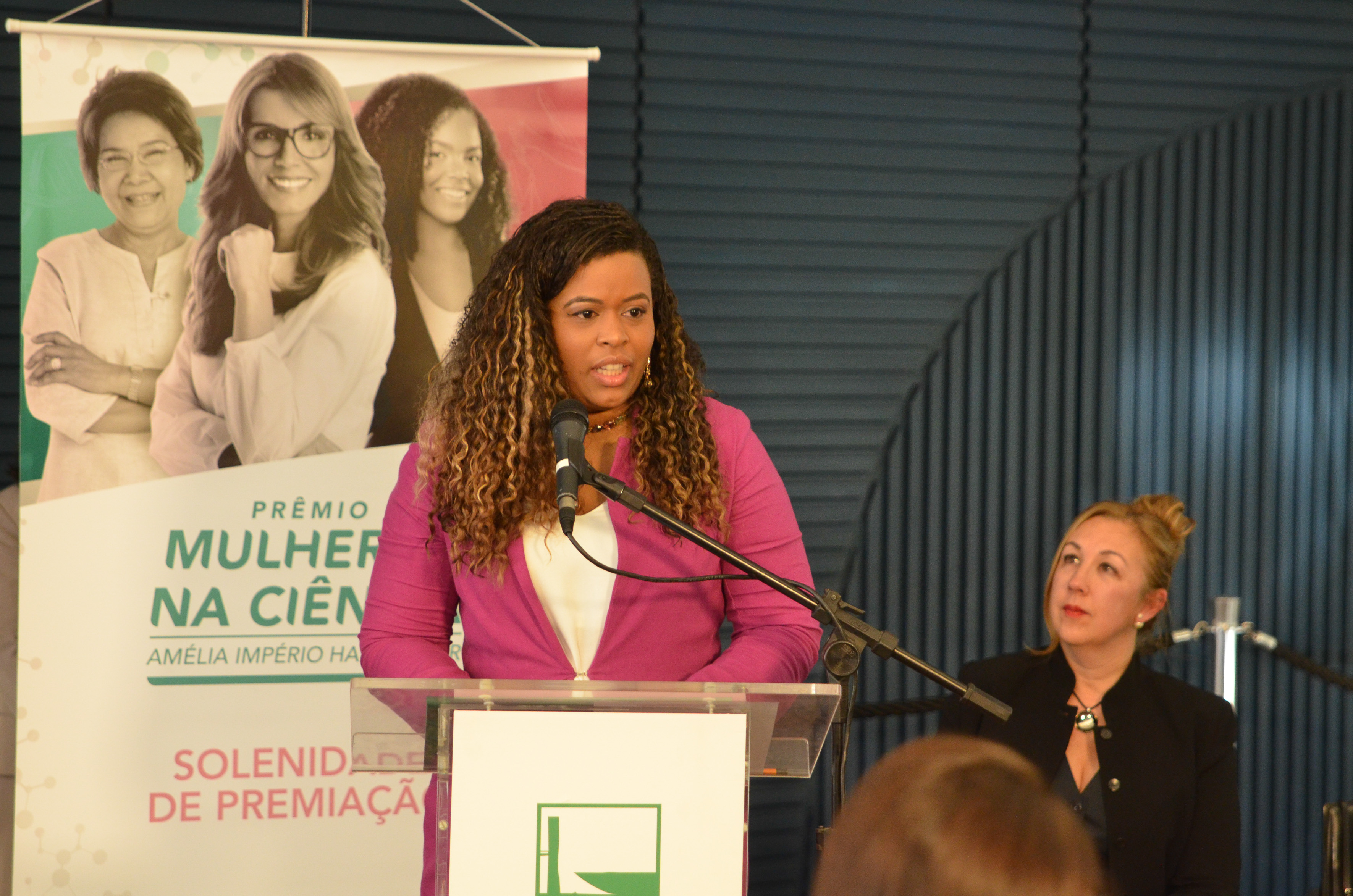
Jaqueline Goes bei der Zeremonie zur Verleihung des Amélia Império Hamburger Women in Science Award, 2022

Jaqueline Goes de Jesus (* 19. Oktober 1989 in Salvador, Bahia, Brasilien) ist eine brasilianische Biomedizinerin und Hochschullehrerin. Sie koordinierte das brasilianische Wissenschaftlerteam, das am 26. Februar 2020 das Genom des neuen Coronavirus innerhalb von 48 Stunden sequenzierte.

## Leben und Werk

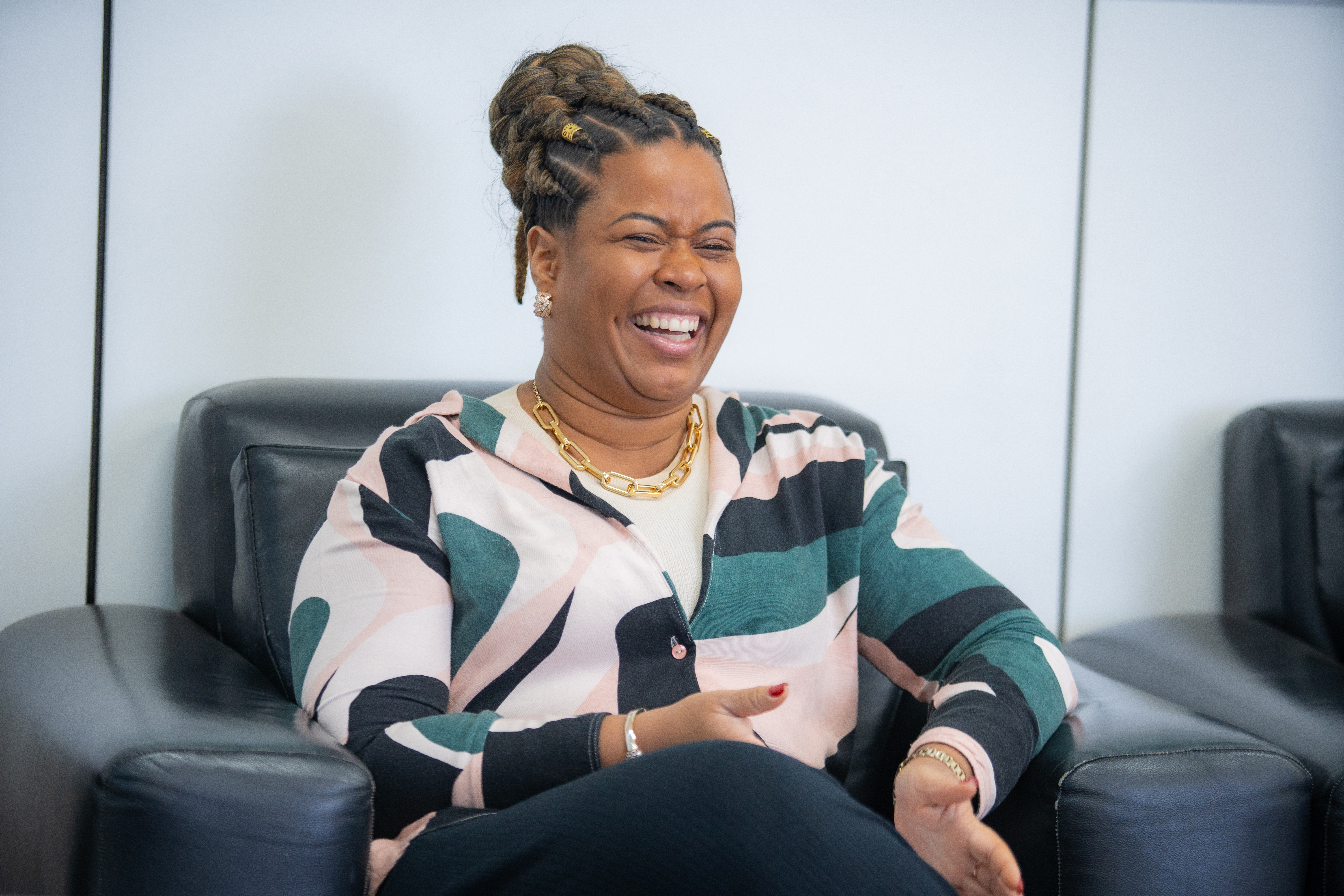
Jaqueline Goes de Jesus, 2023

Goes de Jesus ist die Tochter eines Bauingenieurs und einer Krankenpflegerin und Pädagogin. Sie studierte von 2008 bis 2012 an der Escola Bahiana de Medicina e Saúde Pública, wo sie einen Abschluss in Biomedizin erhielt. Einen Master-Abschluss in Biotechnologie im Gesundheitswesen und investigativer Medizin erwarb sie am Gonçalo Moniz Research Institute der Oswaldo Cruz Foundation (IGM-Fiocruz) und promovierte 2019 in Human- und experimenteller Pathologie an der Universidade Federal da Bahia (USP) in Zusammenarbeit mit IGM-Fiocruz. Während ihrer Promotion im Jahr 2016 sequenzierte sie mit einem Team unter der Leitung englischer Forscher die Genome des Zika-Virus. Sie studierte 2018 für 6 Monate an der Universität Birmingham die Techniken, die ihr zwei Jahre später bei der Erforschung von Covid-19 helfen sollten.
Als Postdoktorandin forschte sie an der USP-Fakultät für Medizin und seit 2022 arbeitet sie als wissenschaftliche Forscherin an der Hochschule Escola Bahiana de Medicina e Saúde Pública. Zusammen mit Ester Sabino koordiniert sie das Cadde-Projekt (Center for Arbovirus Discovery, Diagnosis, Genomics and Epidemiology), eine Partnerschaft zwischen Brasilien und dem Vereinigten Königreich, die am Adolfo-Lutz-Institut in São Paulo gegründet wurde.
Goes de Jesus untersuchte das Verhalten von Viren wie HIV und HTLV, sequenzierte das Zika-Virus während des Ausbruchs 2015 und 2016 und arbeitete an der genomischen Überwachung der Arboviren, die Chikungunya, Gelbfieber und Dengue-Fieber verursachen.
Als weltweit die ersten Fälle von Covid-19 auftraten, war sie an der Dengue-Studie am Instituto Adolfo Lutz (IAL) beteiligt. Am 26. Februar 2020 wurde der erste Fall des Coronavirus in Brasilien bei einem Geschäftsmann bestätigt, der nach einer Reise nach Italien positiv getestet worden war. Die gesammelten Proben wurden an das Instituto Adolfo Lutz geschickt, damit das Virus detailliert untersucht werden konnte. Im Durchschnitt wurde in den Länder die Sequenzierung in 15 Tagen durchgeführt. Das brasilianische Team mit Goes de Jesus, Claudia Gonçalves und Claudio Sacchi sequenzierte das Genom innerhalb von 48 Stunden. Einen Tag später wurde das Genom des zweiten infizierten brasilianischen Patienten entschlüsselt. Die genetische Information des ersten ähnelte eher dem Stamm aus Deutschland, das zweite Genom eher dem in England nachgewiesenen Stamm. Bei früheren Epidemien wie dem Severe Acute Respiratory Syndrome (Sars) oder dem Middle East Respiratory Syndrome (Mers) hat man das Virus sequenziert, aber die Daten lagen erst ein paar Monate später vor.

## Ehrungen
- 2019: Tese de Doutorado dos Premios Gonçalo Moniz
- 2020: Prêmio CAPES de Tese Medicina II
- 6. März 2020:  Mauricio de Sousa veröffentlichte eine Hommage an die Forscherin Ester Sabino und die Biochemikerin Jaqueline Goes de Jesus. Mit Merkmalen der Charaktere Magali und Milena wurden sie zu Charakteren der Comic-Serie Turma da Mônica[8]
- 2020: Zilda Arns 2020[9]
- 2021: Der Spielzeughersteller Mattel wählte Góes de Jesus als Trägerin der Barbie-Puppe für ihre Arbeit bei der Erforschung des neuen Coronavirus und ihre Führungsrolle im Kampf gegen COVID-19 im Rahmen ihres „Thank you Heroes“-Programms aus[10][11][12]
- 2022: Amélia Império Hamburger Women in Science Award[13]
- Fellow der São Paulo State Research Support Foundation[14]